# Linientechnik

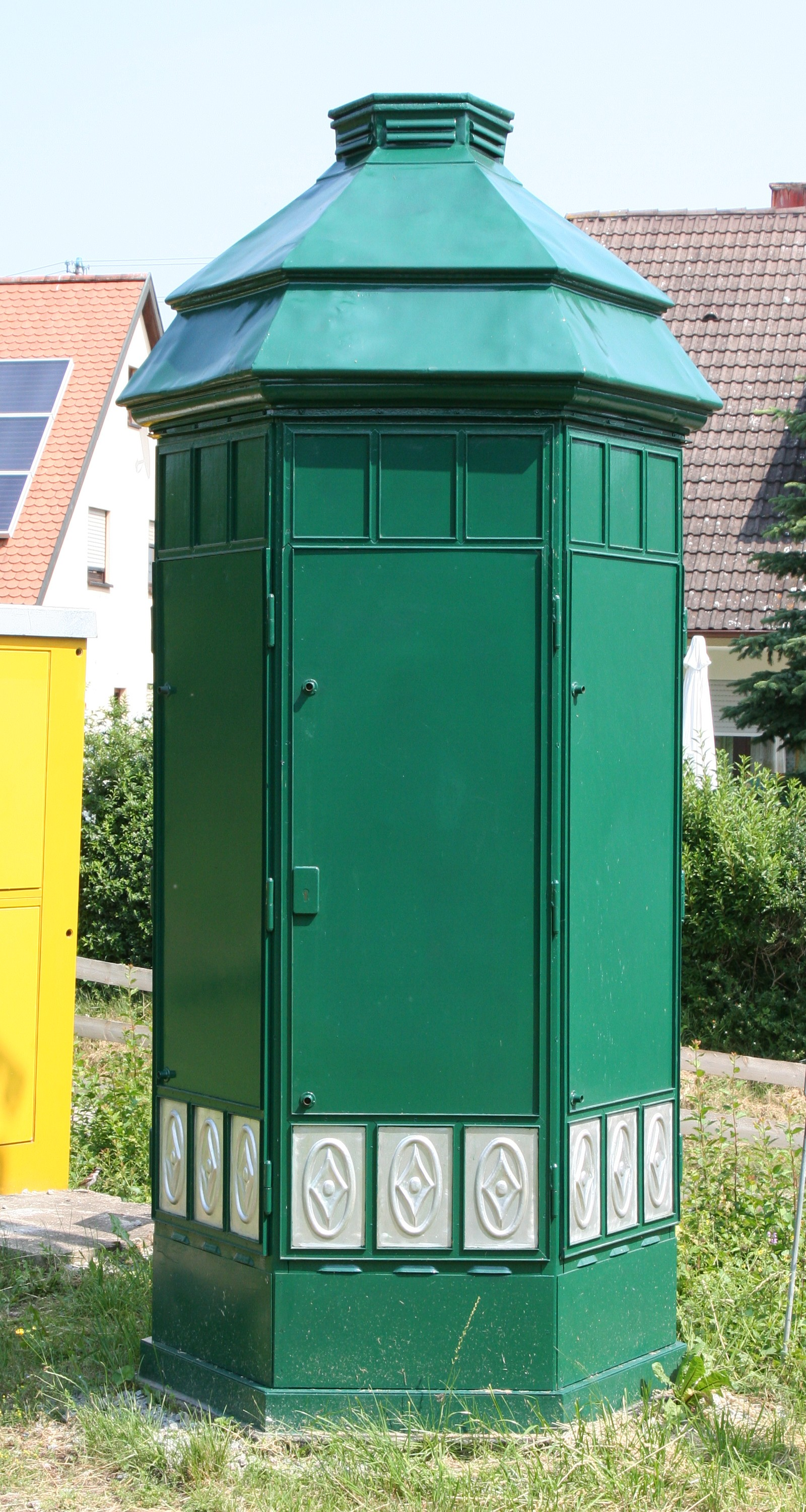
LVz von 1928

Der Begriff Linientechnik ist Fachjargon der Deutschen Bundespost Telekom (heute Deutsche Telekom) und umfasst den Bau und die Unterhaltung des Telefonnetzes.
Dazu gehören die Einrichtungen des "Ortsanschlussnetzes":
- Hauptverteiler in der Vermittlungsstelle
- Kabelverzweiger und Linienverzweiger (LVz)
- "Vorfeldeinrichtungen", wie zum Beispiel Gemeinschaftsumschalter und Wählsternschalter beim ehemaligen analogen Telefonnetz
- Abschlusspunkt Linientechnik (Endverzweiger)
- Kabelkanalanlagen
- Fernmeldekabel (Erdkabel, Luftkabel)
- Oberirdische Installationen (Telefonmast, Luftkabel, Freileitung)